# Mercedes Aráoz
Ne doit pas être confondu avec Mercedes Aroz.
Mercedes Rosalba Aráoz Fernández, née le 5 août 1961 à Lima, est une économiste, professeure et femme d'État péruvienne. Elle est présidente du Conseil des ministres du 17 septembre 2017 au 2 avril 2018 et vice-présidente de la République du 28 juillet 2016 au 7 mai 2020.

## Biographie
Le 30 septembre 2019, le président de la République Martín Vizcarra annonce la dissolution du Congrès et la tenue d'élections législatives anticipées pour le 26 janvier 2020, faute d'être parvenu à un accord avec l'opposition sur le mode de désignation des juges au Tribunal constitutionnel ; en réaction, le Congrès vote sa suspension pour un an et désigne Aráoz pour assurer l'intérim. Cependant, les chefs de la police et de l'armée maintiennent leur allégeance à Vizcarra, qui a aussi limogé la présidente du Conseil des ministres et est soutenu par des manifestants. Elle n'est pas reconnue internationalement. Le lendemain, elle annonce renoncer à son poste de vice-présidente. Sa démission est validée par le nouveau Congrès le 7 mai 2020.